# Beclardia
Beclardia är ett släkte av orkidéer. Beclardia ingår i familjen orkidéer.
Kladogram enligt Catalogue of Life:
| Beclardia | \| \| Beclardia grandiflora \| \| \| \| \| \| Beclardia macrostachya \| \| \| \| |
|           | \| \| Beclardia grandiflora \| \| \| \| \| \| Beclardia macrostachya \| \| \| \| |
|           | Beclardia grandiflora                                                            |
|           |                                                                                  |
|           | Beclardia macrostachya                                                           |
|           |                                                                                  |